# Kuomintang
Kuomintang (sau Guomindang, prescurtat GMD, numele complet: Guomindang-ul Chinei, în limba chineză tradițonală: 中國國民黨)  Arhivat în 26 septembrie 2007, la Wayback Machine.), adesea tradus ca Partidul Naționalist al Chinei, este un partid politic din Republica Chineză, astăzi Taiwan, fiind cel mai larg reprezentat partid politic, în termen de locuri ocupate, al adunării legislative. KMT este un membru al Uniunii Internaționale Democrate.

## Istoric
Kuomintangul s-a aflat în opoziție față de Partidul Comunist Chinez, cât și față de Japonia, care emitea pretenții de stăpînire a Chinei.
În urma Războiului Civil Chinez care a urmat celui de-al 2-lea război mondial, Kuomintangul a fost înfrînt de comuniști. Liderii partidului și o parte dintre susținători s-au refugiat în insula Taiwan, unde au proclamat Republica Chineză.
Kuomintangul a dominat timp de mai multe decenii viața politică din Taiwan. Dominația Kuomintangului a însemnat dezvoltare economică, dar lipsă a libertăților democratice. Republica Chineză proclamată în Taiwan se pretindea că reprezintă întreaga națiune chineză. De aceea inițial Kuomintangul n-a acceptat alegeri libere în insulă, așteptîndu-se momentul căderii comunismului în China.
Pe plan cultural, Kuomintangul a favorizat folosirea limbii chineze literare bazată pe dialectul mandarin ca unică limbă oficială și de învățămînt în Taiwan, adepții folosirii dialectului local taivanez fiind supuși la represiuni politice.
La sfîrșitul anilor '80 Kuomintangul și-a revizuit poziția acceptînd alegeri libere, președinte al Republicii Chineze fiind ales un reprezentant al opoziției, favorabil independenței Taiwanului . Kuomintangul păstrează o puternică influență asupra vieții politice din Taiwan, izbutind să cîștige alegerile de primar în capitala Taipei și cele naționale în 2008.